# Басуки (мировой змей)
Басуки (Basuki) (санскр. царь змеевидных демонов) — в космогонических представлениях балийцев мировой змей, покоящийся на черепахе и поддерживающий Землю, в центре которой находится «черный камень» (о. Бали). Способствует сохранению равновесия между верхним (акаса) и нижним (нерака) мирами.
Считается ипостасью космического змея Анантабога

## В культуре
Скульптурное изображение басуки украшает трон лотоса (падмасана) в балийском храме.

## Антропонимика
В современной Индонезии Басуки — популярное мужское имя. Среди известных носителей этого имени художник Басуки Абдуллах (1915—1993), режиссёр Басуки Эффенди (1930—2006), актёр-комедиант Агус Басуки (1956—2007), политик Басуки Чахая Пурнама, теннисистка Яюк Басуки, коллекционер крисов Дж. Б. Басуки, издавший в 1994 г. книгу «Изготовление крисов» (Pembuatan Keris) и др.